# Lacerna baculifera
Lacerna baculifera är en mossdjursart som först beskrevs av Ferdinand Canu och Ray Smith Bassler 1929.  Lacerna baculifera ingår i släktet Lacerna och familjen Lacernidae. Inga underarter finns listade i Catalogue of Life.